# 呂宋八色鶇
呂宋八色鶇（学名：Erythropitta kochi），是八色鸫科红胸八色鸫属的一种，为菲律賓的特有种。全球活动范围约为35,700平方千米。该物种的保护状况被评为易危，主要受棲息地丧失的威脅。
吕宋八色鸫的平均体重约为116.0克。栖息地包括亚热带或热带的湿润低地林、亚热带或热带严重退化的前森林和亚热带或热带的湿润山地林。